# Quảng trường Piłsudski

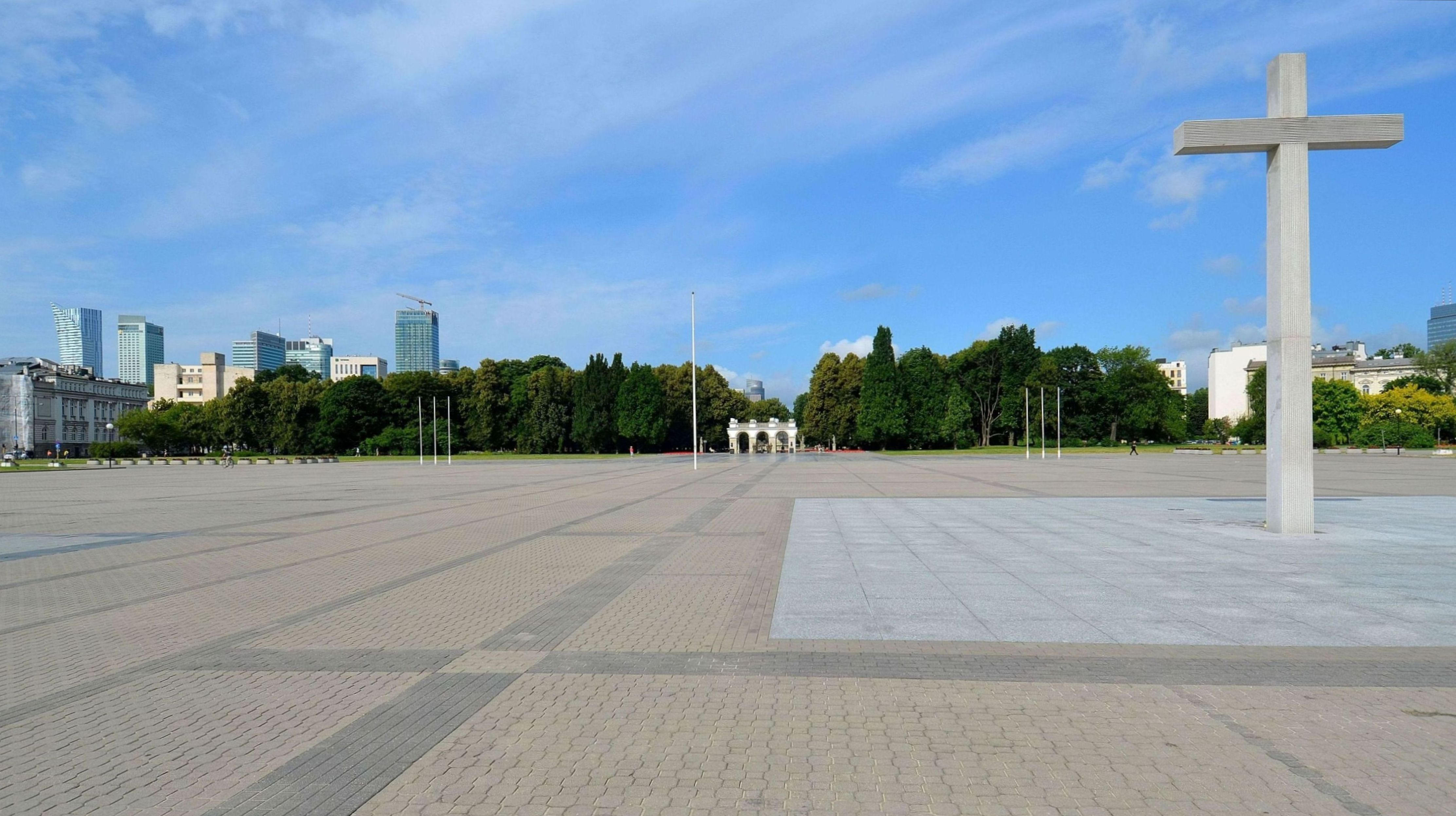
Quảng trường Piłsudski. Thánh giá ở phía trước nơi tưởng niệm thánh lễ của Giáo hoàng John Paul II tại quảng trường năm 1979. Các thuộc địa trong nền lăng mộ của người lính vô danh.

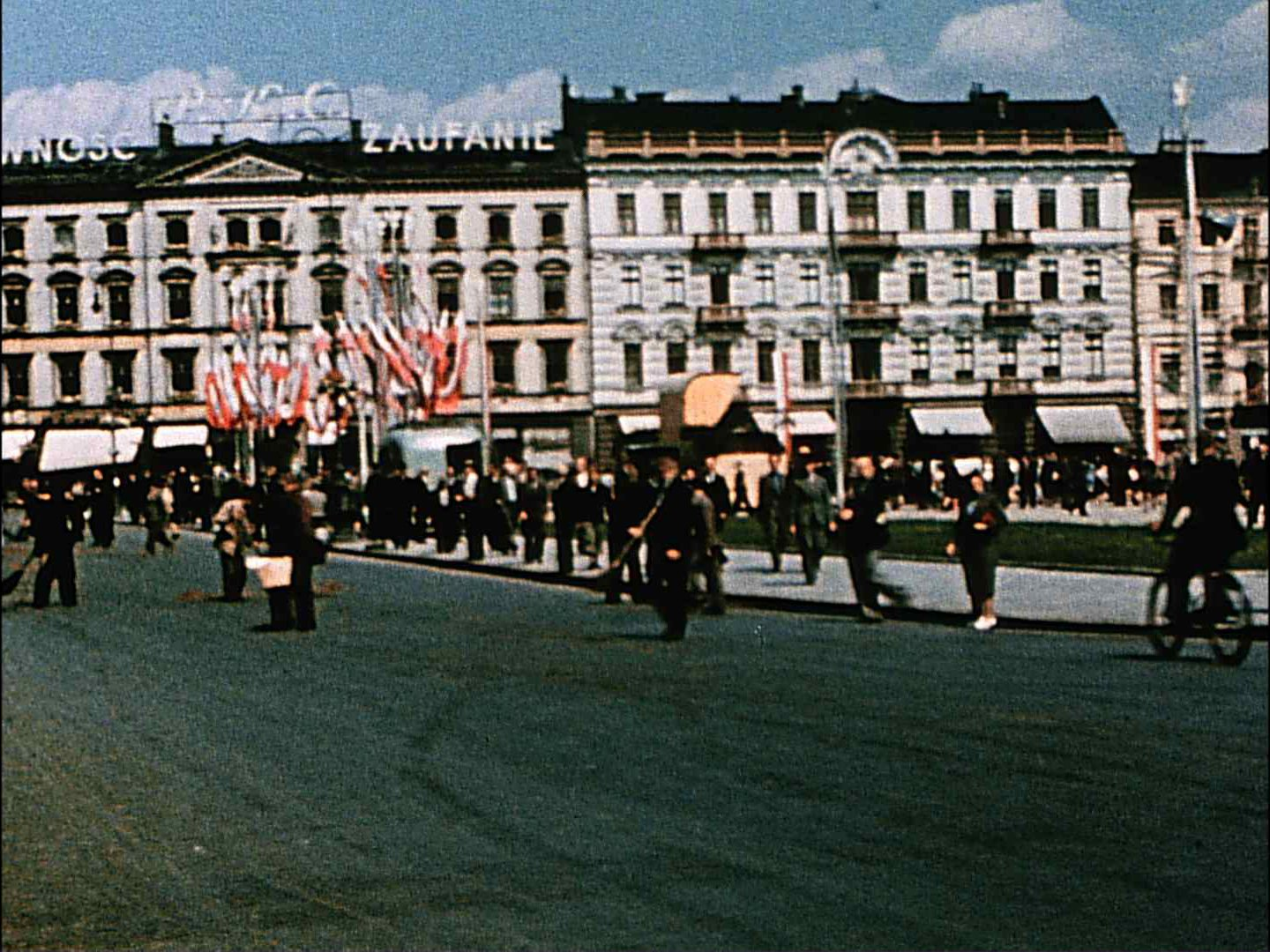
Quảng trường Piłsudski 1939

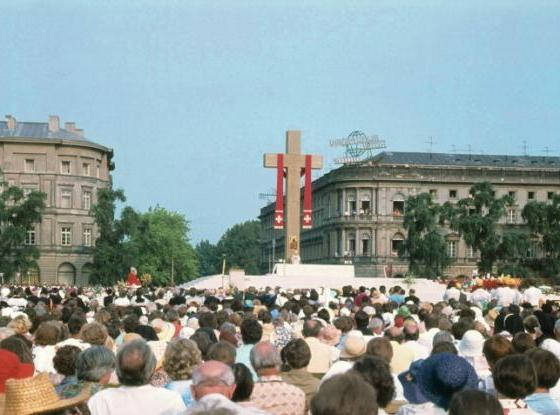
Quảng trường Piłsudski (sau đó là Quảng trường Chiến thắng) trong chuyến thăm của Giáo hoàng John Paul II tới Warsaw; Thánh lễ năm 1979

Quảng trường Piłsudski (tiếng Ba Lan: plac marsz. Józefa Piłsudskiego), trước đây là Quảng trường Chiến thắng (plac Zwycięstwa, 1946-1990) và Quảng trường Saxon (Plac Saski, 1814-1928), là quảng trường lớn nhất của thủ đô Ba Lan, nằm ở trung tâm thành phố Warsaw. Quảng trường được đặt theo tên của Nguyên soái Józef Piłsudski, người có công trong việc khôi phục lại quốc gia Ba Lan sau Thế chiến thứ nhất.

## Tên hiện tại và trước đây
Trong nhiều thế kỷ, quảng trường đã được đặt tên liên tiếp là Quảng trường Saxon (Plac Saski) theo tên của các vị vua Saxon của Ba Lan với Cung điện Saxon nằm cạnh quảng trường, nhưng đã bị phá hủy trong Thế chiến II; sau đó là Quảng trường Piłsudski (theo tên của Józef Piłsudski) thuộc Đệ Nhị Cộng hòa Ba Lan; sau đó một thời gian ngắn, Adolf Hitler Platz trong cuộc chiếm đóng Warsaw trong Thế chiến II của Đức; và, sau năm 1946, Quảng trường Chiến thắng (tiếng Ba Lan: plac Zwycięstwa) để vinh danh chiến thắng của Ba Lan và các đồng minh trong Thế chiến II. Hiện tại, nó lại được gọi là Quảng trường Piłsudski.
Quảng trường Piłsudski là nơi có lăng mộ của người lính vô danh, được dựng trên đỉnh móng ngầm của Cung điện Saxon, nơi đã bị Đức quốc xã phá hủy trong Thế chiến II.

## Lịch sử
Quảng trường là nơi diễn ra nhiều sự kiện lịch sử trong nhiều thế kỷ. Những vị khách quan trọng của Warsaw và Ba Lan đã được chào đón chính thức tại đây. Các cuộc diễu hành quân sự được tổ chức tại Quảng trường kể từ lần phân vùng Ba Lan vào thế kỷ 19. Từ những năm 1890 đến những năm 1920, Nhà thờ chính thống Alexander Nevsky đã nằm tại đó. Vì hầu hết các nhà thờ chính thống khác ở Warsaw đã bị chính quyền Ba Lan phá hủy vào giữa những năm 1920 sau khi xây dựng chưa đầy 15 năm và vào năm 1928, quảng trường được đổi tên theo tên của Józef Piłsudski.
Trên quảng trường Piłsudski (sau đó vẫn còn là Quảng trường Chiến thắng) vào năm 1979, nơi Đức Giáo hoàng Gioan Phaolô II đã tập hợp đồng hương của mình tại một địa điểm ngoài trời để tiến hành Thánh Lễ trong chuyến thăm đầu tiên của ông tới Ba Lan sau lần nâng cao phẩm giá vào năm 1978 dành cho các giáo hoàng. Vào tháng 4 năm 2005, cái chết của ông cũng được tổ chức thành một lễ tưởng niệm ở đó. Giáo hoàng Benedict XVI đã cử hành Thánh lễ ngoài trời trên Quảng trường vào ngày 26 tháng 5 năm 2006, trong chuyến thăm đầu tiên của ông đến Ba Lan. Quảng trường hiện là địa điểm của một số cửa hàng sang trọng, như Valentino của Ý và những nhãn hiệu khác.

## Vị trí
Quảng trường nằm ở phía trước Công viên Saxon rộng 15 ha, kéo dài về phía tây nam, gần Zachęta và Nhà thờ Holy Trinity. Ga tàu điện ngầm gần nhất là więtokrzyska (xem Tuyến tàu điện ngầm Warsaw).